# Đảo địa ngục
Đảo địa ngục (tiếng Hàn: 군함도; Romaja: Goonhamdo; còn được biết đến với tên tiếng Anh: The Battleship Island) là một bộ phim điện ảnh hành động lịch sử Hàn Quốc năm 2017 của đạo diễn Ryoo Seung-wan. Phim có sự tham gia của các diễn viên Hwang Jung-min, So Ji-sub, Song Joong-ki, Lee Jung-hyun và Kim Su-an. Diễn biến trong thời kỳ chiếm đóng của Nhật Bản, bộ phim kể về một cuộc nổi loạn trong trại giam lao động ở đảo Hashima.

## Nội dung
Phim kể về một sự kiện có thật trong lịch sử, vào năm 1945, thời điểm Thế chiến thứ hai sắp kết thúc, những người Hàn Quốc bị quân đội Nhật Bản bắt đến đảo Hashima làm lao động khổ sai. Lee Kang-ok là nhạc trưởng của một ban nhạc cũng bị bắt đến hòn đảo cùng với đứa con gái nhỏ Lee So-hee, mặc dù trước đó hai bố con có ý định di cư đến Nhật Bản. Trên chuyến tàu còn có Choi Chil-seong - một đấu sĩ đường phố, tính tình hung hăng nhưng lại là người tốt. Ở hòn đảo, những người Hàn Quốc bị quân Nhật đối xử tàn nhẫn.
Anh chàng điệp viên Park Moo-yeong được chính phủ Hàn Quốc giao nhiệm vụ thâm nhập vào đảo Hashima để tìm ông già tên Yoon Hak-cheol. Khi đến hòn đảo, Moo-yeong bí mật thảo luận với những người Hàn Quốc khác về việc tìm cách chống lại quân Nhật. Họ lén làm chìa khóa để Moo-yeong có thể lẻn vào văn phòng của quân Nhật tìm kiếm hồ sơ quan trọng. Tướng Shimazaki Daisuke lên nắm quyền kiểm soát hòn đảo, ông yêu mến So-hee và muốn chiếm đoạt cô bé từ Kang-ok. Không lâu sau, máy bay Mỹ bất ngờ ném bom hòn đảo, tạo ra sự hỗn loạn cho mọi người trên đảo. Vụ oanh tạc này khiến Daisuke bị thương nặng, sau đó ông bị một thuộc cấp dưới quyền tên Yamada giết chết, con gái của Daisuke cũng bị bọn ác ôn sát hại. Yamada thay thế Daisuke lên nắm quyền kiểm soát hòn đảo. Chil-seong bị quân Nhật bắt giữ và tra tấn.
Sau vụ oanh tạc, xác chết của những người Hàn Quốc bị quân Nhật đem ra thiêu rụi. Khi những người Hàn Quốc còn sống sót tụ tập với nhau, Moo-yeong đã vạch trần bộ mặt giả dối của ông Hak-cheol và giết chết ông ta. Moo-yeong tuyên bố sẽ giải cứu tất cả mọi người ở đây. Họ chuẩn bị nhiều thứ cho cuộc nổi loạn sắp diễn ra, và cũng không quên giải cứu Chil-seong. Sau khi tiêu diệt một vài lính Nhật, đoàn người Hàn Quốc leo lên một thanh sắt to lớn để xuống con tàu đang đậu gần đó. Yamada hay tin đoàn người Hàn Quốc định bỏ trốn liền kéo cả đội quân Nhật đến ngăn chặn. Một cuộc giao chiến ác liệt diễn ra khiến thanh sắt sập xuống, nó là thứ duy nhất giúp những người Hàn Quốc leo qua bức tường để ra biển. Kang-ok cùng nhiều người khác cố gắng nâng thanh sắt dựng lên tường trong khi những người còn lại lo chiến đấu với quân Nhật kéo đến càng lúc càng đông. Nhiều người Hàn Quốc đã hi sinh, trong đó có cả Chil-seong.
Trong trận chiến, Yamada bị bốc cháy toàn thân bởi chai cháy Cocktail Molotov và bị Moo-yeong chặt đầu bằng kiếm Nhật. Khi Yamada chết, cả hai phe đột nhiên ngừng đánh nhau. Đoàn người Hàn Quốc cùng nhau lên tàu trở về nước. So-hee vẫn an toàn lành lặn trong khi Kang-ok chết do bị thương nặng sau trận chiến vừa rồi. Tất cả mọi người trên tàu sau đó chứng kiến một cảnh tượng kinh hoàng: máy bay Mỹ ném bom nguyên tử xuống Nagasaki, tạo ra đám mây hình nấm khổng lồ.

## Diễn viên
- Hwang Jung-min trong vai Lee Kang-ok: Là nhạc trưởng của một khách sạn ở Kyungsung, anh muốn đưa con gái của mình đến Nhật Bản để bảo đảm sự an toàn. Nhưng thay vào đó, hai bố con lại bị gửi đến trại giam lao động ở đảo Hashima, và anh sẽ làm tất cả mọi thứ để bảo vệ cô con gái của mình.
- So Ji-sub trong vai Choi Chil-seong: Là đấu sĩ đường phố bậc nhất ở Kyungsung, là một người đàn ông thô lỗ và thường xuyên gây rối trong trại giam lao động. Mặc dù thô lỗ và cộc cằn, nhưng anh là một người tốt.
- Song Joong-ki trong vai Park Moo-yeong: Là một thành viên của Phong trào độc lập Hàn Quốc, anh xâm nhập vào hòn đảo để giải cứu một chiến binh đồng lõa bị bắt giữ ở đó.
- Lee Jung-hyun trong vai Oh Mal-nyeon: Là một người phụ nữ giải khuây, người bị chuyển tới đảo Hashima sau khi gặp vô vàn rắc rối tại các nước thuộc địa Đế quốc Nhật Bản, nhưng cô vẫn có hi vọng mãnh liệt để được cứu thoát.
- Kim Su-an trong vai Lee So-hee: Là con gái của Lee Kang-ok.
- Lee Geung-young trong vai Yoon Hak-cheol
- Lee Jung-eun
- Yoon Kyung-ho
- Bae Seung-cheol
- Jang Sung-bum
- Kim Ye-eun
- Bae Je-gi

## Sản xuất
Bộ phim bắt đầu quay vào ngày 17 tháng 6 năm 2016 ở Cheongju, Hàn Quốc và kết thúc vào ngày 20 tháng 12 năm 2016. Bộ phim có sự góp mặt của Hwang Jung-min với Ryoo Seung-wan, người đã đạo diễn bộ phim bom tấn 2015 Chạy đâu cho thoát. Kinh phí sản xuất gấp năm lần hơn phim địa phương trung bình vì các trang phục cho dân chúng và những cảnh quay hoành tráng. Trong khi đảo Hashima đã gợi ra cảm hứng thực hiện bộ phim, nhưng bộ phim lại không quay tại hòn đảo này. Cảnh quay được dựng ở Chuncheon và được thiết kế, trang trí cho giống với đảo Hashima và những hầm mỏ trong những năm 1940.
Có một số tranh cãi về phần mô tả đảo Hashima giống như là "Đảo địa ngục". Theo tờ báo Nhật Bản Sankei Shimbun cáo buộc bộ phim là bóp méo sự thật. Tuy nhiên, đạo diễn Ryoo Seung-wan đã khẳng định có thể xem bộ phim như thể loại "lịch sử viễn tưởng" và được mô tả là "Chiến tranh có thể làm cho con người trở thành một con quái vật như thế nào" hơn là kích động Tình cảm chống Nhật ở Hàn Quốc. Trong trailer bình luận phát hành vào tháng 5, Ryoo đã nghĩ là chuyện thoát khỏi nhà tù ở đảo Hashima là hư cấu sau khi nhìn thấy cảnh trên không của đảo.

## Phát hành
Đảo địa ngục được quảng bá ở Liên hoan phim quốc tế Berlin vào tháng 2 năm 2017 và sau đó là Liên hoan phim Cannes vào tháng 5. Tới tháng 6 năm 2017, bộ phim được 113 nước mua bản quyền, bao gồm cả Bắc Mỹ, Pháp, Ý, Nga, Thổ Nhĩ Kỳ, Nhật Bản, Hồng Kông, Singapore và Thái Lan. Vào ngày 16 tháng 6 năm 2017, một cuộc họp báo chính thức diễn ra ở Bảo tàng Quốc gia Hàn Quốc để chiếu phim. Phim được lên lịch chiếu vào tháng 7 năm 2017 ở Hàn Quốc.